# Medina stammeri
Medina stammeri là một loài ruồi trong họ Tachinidae.